# Amiral

Svensk amiralsflagga.

Amiral är en flaggmansgrad och i allmänhet den högsta militära graden i ett lands flotta. Den näst högsta graden kallas viceamiral och tredje högsta graden är konteramiral. Ordet kan härledas från arabiskans amir-al-bahr, "Havets herre", under vilken titel ledaren för den muslimska medelhavsflottan blev känd under 1100-talet. Termen togs till användning i Europa i Konungariket Sicilien på 1100-talet. Normanderna behöll araber i sin tjänst efter erövringen av ön  och utnyttjade dem inom administration, vetenskap, arkitektur och krigsmakt. Befälhavaren över den kungliga sicilianska flottan fick titeln ”amiraglio”. Termen fördes vidare till Europa av korsriddare, som analogt med latinets admirabilis stavade den "admirable".

## Sverige
I dagens Sverige är praxis att endast kungen (eller regerande drottning) och överbefälhavaren (om denne är officer i flottan) innehar den högsta amiralsgraden med 4 stjärnor, vilket i praktiken innebär att viceamiral (3 stjärnor, motsvarande generallöjtnant) och/eller konteramiral (2 stjärnor, motsvarande generalmajor) är de högsta amiralsgraderna bland tjänstgörande yrkesofficerare i Försvarsmakten. Under 1900-talet har flera tidigare marinchefer som varit viceamiraler i aktiv tjänst tilldelats den högsta amiralsgraden i samband med sin pensionsavgång. 
I dagligt tal tilltalas viceamiraler, konteramiraler och flottiljamiraler (1 stjärna, motsvarande brigadgeneral) som "amiral". 
Ett trettiotal svenska amiraler är begravda på Galärvarvskyrkogården på Djurgården i Stockholm. 
| I Sverige bär amiralen på axelklaff och till sjöstridsdräkt fyra silverbroderade stjärnor på botten av en generalsgalon. På ärm till innerkavaj bärs, sedan 2003, en tjock galon runt ärmen, två smalare galoner ovanför samt överst en galon med ögla. - Flottan (sjöstridsdräkt, axelklaff) - Flottan (innerkavaj) Före 2003 bars en stor ögla av generalsgalon omringad av fyra silverbroderade stjärnor. Detta ändrades för att få en mer internationell standardisering, likt motsvarande grad i Storbritanniens flotta | Före 2003 bar svenska amiraler på ärmen för tillämplig uniform en 45 mm guldgalon m/51 (med eklöv) format som en ögla. För den högsta amiralsgraden bars på vardera sida av öglan, ovanför samt inuti, totalt 4 stycken 25 mm silvriga stjärnor m/30. Innan Tjänsteställningsreformen 1972 bar den högsta amiralsgraden 3 stjärnor, viceamiral 2 stjärnor och konteramiral 1 stjärna. - Axelklaffshylsa - Gradbeteckning på ärm |

### Historik
Äldre amiralsgrader i svenska flottan var Storamiral, översteamiral, underamiral, riksamiral, amiralgeneral, generalamiral, schoutbynacht med flera. När den svenska statsförvaltningen reformerades under 1600-talet utgjordes ett av departementen av amiralitetet, chef för amiralitetskollegium blev riksamiralen.

### Svenska amiraler av olika grader

Karl XIII:s hatt till amiralsuniform

#### Storamiral
Titel på flottans högste styresman näst konungen, i Sverige buren av endast två personer:
- Hertig Karl, sedermera Karl XIII.
- Kronprins Oscar, sedermera konung Oscar I.

#### Sveriges riksamiraler
Riksamiral var den högsta flaggmansgraden i Sverige; den tredje i rang av de fem höga riksämbetsmännen under 1600-talet. Riksamiralen ledde amiralitetskollegiums arbete.
| Namn                                    | Bild | Födelse          | Tillträde | Frånträde        | Död               | Källor |
| --------------------------------------- | ---- | ---------------- | --------- | ---------------- | ----------------- | ------ |
| Clas Eriksson Fleming Svea rikes amiral |      | Cirka 1530       | 1571      | 1595             | 13 april 1597     |        |
| Joachim Scheel                          |      | Cirka 1531       | 1596      | 11 juni 1602     | 1606              | [ 2 ]  |
| Axel Ryning Riksens amiral              |      | 1552             | 1602      | 1611             | 8 januari 1620    |        |
| Göran Nilsson Gyllenstierna             |      | 31 december 1575 | 1611      | 24 augusti 1618  | 24 augusti 1618   |        |
| Carl Carlsson Gyllenhielm               |      | 4 mars 1574      | 1620      | 17 mars 1650     | 17 mars 1650      |        |
| Gabriel Bengtsson Oxenstierna           |      | 18 mars 1586     | 1652      | 12 december 1656 | 12 december 1656  |        |
| Carl Gustaf Wrangel                     |      | 23 december 1613 | 1657      | 1664             | 25 juni 1676      |        |
| Gustaf Otto Stenbock                    |      | 7 september 1614 | 1664      | 1676             | 24 september 1685 |        |
| Namn                                    | Bild | Födelse          | Tillträde | Frånträde        | Död               | Källor |

1676 blev Gustaf Otto Stenbock avsatt av Karl XI och istället utnämnd till översteamiral. Med hans död 1685 upphörde ämbetet i denna form. Generalamiralen Hans Wachtmeister, som nu blev konungens förtroendeman i flottans förvaltning, hade en väsentligt annan ställning än den forne riksamiralen.

#### Sveriges amiralgeneraler
En amiralsgrad, som under Karl XI:s tid innehades av nedan nämnda person, men sedan icke funnits (se även generalamiral).
- Hans Wachtmeister (1641–1714), utnämnd till amiralgeneral 1681. Under åren 1680-1700 lade han ner ett hårt arbete på att rusta upp flottan. När kriget kom 1700 gick Wachtmeister till sjöss i spetsen för sitt livsverk. Anses tillsammans med Henrik af Trolle och Claes Larsson Fleming vara den svenska flottans bästa organisatör genom tiderna.

#### Sveriges generalamiraler
Gustav III utfärdade 1780 instruktion för generalamiralen, vilken ensam blev K. M:ts ansvarig för örlogsflottans bestånd och förkovran. 
Generalamiralsämbetet har beklätts av (siffrorna avser de år de innehaft titeln): 
- Lorentz Creutz d.ä. Utnämnd till generalamiral 1675, stupade som sådan i sjöslaget utanför Ölands södra udde 1676.
- Henrik Henriksson Horn af Åminne (1618–1693) Utnämnd till generalamiral 1677 led han på grund av sin totala okunskap om sjövapnet ett fatalt nederlag mot den danske amiralen Nils Juel 1 juli samma år.
- Henrik af Trolle 1780–1784. Anses som den största organisatören av det svenska sjövapnet under 1700-talets mitt.
- Carl August Ehrensvärd 1792–1794
- Johan af Puke 1812
- Victor von Stedingk 1818
- Olof Rudolf Cederström 1823–1828

#### Sveriges amiraler
- Jakob Bagge
- Klas Horn 1564
- Bengt Halstensson Bagge 1569
- Claes Larsson Fleming 1620
- Johan Bär 1676
- Hans Clerck 1676
- Erik Carlsson Sjöblad 1676
- Claas Uggla 1676
- Gustaf Adolph Sparre 1690
- Cornelius Ankarstierna 1692
- Evert Fredrik Taube 1700
- Carl Ruuth 1710
- Claes Sparre 1712 (överamiral 1715, president i Amiralitetskollegiet 1719–1727)
- Gustaf von Psilander 1715
- Edvard Didrik Taube 1719 (överamiral 1734)
- Nils Ehrenschiöld 1721
- Theodor Ankarcrona 1742
- Carl Hans Sparre 1754 (president i Amiralitetskollegiet 1759–1770)
- Erik Arvid Sparre 1755 (president i Amiralitetskollegiet 1771–1775)
- David Ankarloo 1760
- Johan af Puke 1808
- Salomon von Rajalin 1809
- Henrik Johan Nauckhoff 1817
- Magnus Palmqvist 1818
- Otto Gustaf Nordensköld 1845
- Carl Fredrik Coyet 1849
- Johan Henrik Kreüger 1857
- Carl August Gyllengranat 1858
- HM Konung Oscar II 1872
- Christian Anders Sundin 1884
- Fredrik von Otter 1900
- Hjalmar af Klintberg 1903
- HM Konung Gustaf V 1907
- Louis Palander af Vega 1910
- Wilhem Dyrssen 1923
- Greve Carl August Ehrensvärd 1924
- Henning von Krusenstierna 1927
- Otto Emil Lybeck 1936
- Fabian Tamm 1947
- HM Konung Gustaf VI Adolf 1950
- Stig H:son Ericson 1961
- HKH Hertigen av Halland (Prins Bertil) 1969
- Åke Lindemalm 1970
- HM Konung Carl XVI Gustaf 1973
- Bengt Lundvall 1978
- Bror Stefenson 1991

#### Sverigesviceamiraler
- Olof von Unge, adlad år 1712.
- Fredrik Henrik af Chapman, 1791, fd Varvschef i Karlskrona.
- Carl Olof Cronstedt den äldre, 1801, fd Chef för Skärgårdsflottan.
- Carl Johan af Wirsén, 1825
- Gustaf af Klint, 1825
- Carl Reinhold Nordenskiöld, 1858, fd Befälhavande vid flottbasen i Karlskrona.
- Carl Gustaf von Otter, 1889
- Philip Virgin, 1889, fd Chef för Stockholms örlogsstation
- Knut Peyron, 1897, fd Chef för Marinförvaltningen
- Jarl Christerson, 1898, fd Sjöförsvarsminister
- Oscar Bernadotte, 1903.
- Carl Olsen, 1908, fd Chef för Marinförvaltningen
- Carl Hjulhammar, 1911, fd Befälhavare för flottans station i Karlskrona
- Gustaf Dyrssen, 1917, fd Chef för Marinförvaltningen
- Gustaf Lagercrantz, 1919, fd Stationsbefälhavare i Karlskrona
- Carl Alarik Wachtmeister, 1925, fd Chef för Kustflottan
- Henry Lindberg 1925, fd Chef för Marinförvaltningen
- Fredrik Riben, 1930, fd Chef för Kustflottan
- John Schneidler, 1932, fd Chef för Marinförvaltningen
- Charles de Champs, 1934, 1:a Chefen för svenska Marinen
- Harald Åkermark, 1934, fd Chef för Kustflottan
- Claës Lindsström 1942, fd Chef för Ostkustens marindistrikt
- Helge Strömbäck, 1945, fd Chef för Marinen
- Hans Simonsson 1945, fd Chef för Sydkustens marindistrikt
- Gunnar Bjurner 1947, fd Chef för Marinförvaltningen
- Gösta Ehrensvärd 1950, fd Chef för Sydkustens marindistrikt[3]
- Erik Anderberg 1957, fd Chef för Ostkustens marindistrikt
- Erik Samuelson 1958, fd Chef för Kustflottan[4]
- Gunnar Jedeur-Palmgren 1962, fd Souschef för Marinförvaltningen
- Erik af Klint, 1966, fd Chef för Kustflottan
- Bertil Berthelsson, 1967, fd Chef för Kustflottan
- Oscar Krokstedt, 1968, fd Militärbefälhavare för Södra militärområdet
- Holger Henning, 1970, fd Chef för Försvarets kommandoexpedition
- Per Rudberg, 1978, fd Chef för Marinen
- Bengt Schuback, 1978, fd Chef för Marinen
- Dick Börjesson, 1990, fd Chef för Marinen
- Peter Nordbeck, 1994, fd Chef för Marinen
- Frank Rosenius, 1998, kungens stabschef, fd vice ÖB
- Jan Thörnqvist, 2016, Försvarsmaktens insatschef
- Jonas Haggren 2018, Chef för Högkvarteret

#### Kända svenskakonteramiraler
- Reinhold von Feilitzen (1815–1898) chef för Förvaltningen av sjöärendena/Marinförvaltningen 1871–1883
- Wilhelm Dyrssen 1904 fd chef för kustflottan och Sjöminister
- Carl-Fredrik Algernon (1925–1987), fd chef för krigsmaterielinspektionen
- Claes Tornberg, fd Chef för kustflottan och rektor för Försvarshögskolan
- Arvid Lindman fd statsminister
- Ewa Skoog Haslum, Sveriges första kvinnliga marinchef

## Tyskland

### Tyska amiraler underandra världskriget
- Conrad Albrecht, generalamiral 1939
- Johannes Bachmann, stupad 2 april 1945
- Hermann Böhm, generalamiral 1941
- Wilhelm Canaris, amiral 1940, avrättad 9 april 1945
- Rolf Carls, generalamiral 1940, stupad 15 april 1945
- Otto Ciliax, amiral 1943
- Karl Dönitz, storamiral 1943
- Paul Fanger, stupad 15 april 1945
- Hermann von Fischel, död i sovjetisk krigsfångenskap 1950
- Kurt Fricke, stupad 2 maj 1945
- Hans Georg von Friedeburg, generalamiral 1945, självmord 23 maj 1945
- Günter Guse, död i rysk krigsfångenskap 1953
- Oskar Kummetz, generalamiral 1944
- Günther Lütjens, stupad ombord på Bismarck 27 maj 1941
- Wilhelm Marschall, generalamiral 1943
- Wilhelm Prentzel, självmord 2 maj 1945
- Erich Raeder, storamiral 1939
- Alfred Saalwächter, generalamiral 1940, död i rysk krigsfångenskap 1945
- Otto Schniewind, generalamiral 1944
- Otto von Schrader, självmord 19 juli 1945
- Otto Schultze, generalamiral 1942
- Walter Warzecha, generalamiral 1944
- Karl Witzell, generalamiral 1941